# Kuruluş: Osman
Kuruluş: Osman (срп. Оснивач: Осман) турска је телевизијска серија, која се снима од 2019. и представља наставак серије Diriliş: Ertuğrul.

## Синопсис
У недостатку вође племена Каји, Ертугрул Газија, вођство над племеном привремено је преузео његов брат Дундар-бег. Дундар са старешинама из шатора и својом породицом одлази у византијску тврђаву Кулуџахисар, како би посетио управника тврђаве Јоргополоса. Сврха посете је такође склапање трговинског и безбедносног споразума које је успоставио Ертугрул-бег. Ертугрулов најмлађи син Осман, који је отишао са стрицем у посети тврђави показаће своје јунаштво на делу када спаси управника Јоргополоса од атентата. У потрази да нађе одговорне за неуспешни атентат страдаће његов пријатељ и саборац Ајбарс, а Осман кривицу преузима на себе и заклиње се на освету. Османово исхитрено и јуначко понашање никако се не допада његовом стрицу Дундару и старијем брату Гундузу, који га такође сматрају одговорним за проблеме у племену. Међутим, следећи своје снове, Осман је сигуран да је на правом путу и да ће се на том путу родити нова турска држава... 

## Сезоне
| Сезона | Сезона | Број епизода | Приказивање у Турској            |
| ------ | ------ | ------------ | -------------------------------- |
|        | 1      | 5+ (1 – )    | 20. новембар 2019 — још траје () |

## Улоге
| Глумац             | Улога            |       |
| ------------------ | ---------------- | ----- |
| Бурак Озчивит      | Осман-бег        | 1-    |
| Озге Торер         | Бала Хатун       | 1-    |
| Нуретин Сонмез     | Бамси            | 1-60  |
| Рагип Саваш        | Дундар-бег       | 1-54  |
| Сарухан Хунел      | Алишар-бег       | 1-23  |
| Исмаил Хаки        | Самса Чавуш      | 2-16  |
| Тугрул Четинер     | Јанис            | 1-18  |
| Ајшегул Гунај      | Зохре Хатун      | 1-24  |
| Алма Терзић        | Софија           | 1-27  |
| Емре Басалак       | Гундуз-бег       | 1-95  |
| Абдул Суслер       | Калоноз          | 1-8   |
| Ерен Хаџисалихоглу | Батур            | 1-25  |
| Бусе Арслан        | Ајгул Хатун      | 1-98  |
| Аслихан Каралар    | Бурчин Хатун     | 1-27  |
| Серхат Онат        | Ајбарс           | 1     |
| Угур Арслан        | Низаметин        | 1-11  |
| Ачелија Озџан      | Ајше Хатун       | 1-130 |
| Емел Деде          | Гонџа            | 1-71  |
| Јигит Учан         | Боран            | 1-    |
| Али Синан Демир    | Турсун           | 1-10  |
| Шевкет Чапкиноглу  | Мегала           | 1-7   |
| Ајшен Гурлер       | Хелен            | 1-    |
| Јашар Ајдинлиоглу  | Јоргополос       | 1-2   |
| Ерен Вурдем        | Конур-алп        | 2-26  |
| Седа Јилдиз        | Шејх Едебали     | 2-130 |
| Дидем Балчин       | Селџан Хатун     | 6-91  |
| Џелал Ал           | Абдурахман Гази  | 6-52  |
| Јурдаер Окур       | Командант Балгај | 10-27 |
| Бурак Челик        | Конгар/Гоктуг    | 10-78 |
| Чагри Шенсој       | Џеркутај         | 10-   |